# Aberlin
Aberlin ist ein männlicher Vorname und ein Familienname.

## Herkunft und Bedeutung
Aberlin ist eine alemannische Form der Namen Albert oder Albrecht. Möglicherweise handelt es sich auch um einen zarfatisch Diminutiv von Abraham.

## Varianten
Vor allem der Familienname Aberlin erscheint in vielen Varianten, wie Auberlin, Äberlin,  Eberlin oder Oberlin.

## Namensträger
- Aberlin Jörg (auch: Aberlen, Albrecht, Eberlin; um 1420–1494), Architekt  und Baumeister des spätgotischen Kirchenbaus in Württemberg
- Aberlin Tretsch (um 1500–1577), Baumeister und Architekt für Herzog Christoph von Württemberg

## Familienname
- Joachim Aberlin († nach 1554), deutscher Pfarrer, Lehrer und Kirchenliederdichter